# 岡林信康自作自演コンサート 狂い咲き
『岡林信康自作自演コンサート 狂い咲き』（おかばやしのぶやすじさくじえんコンサートくるいざき）は、1971年7月28日に日比谷野外音楽堂で開催された「岡林信康 自作自演／30曲 狂い咲きコンサート」の模様を収録した、岡林信康のライブ・アルバム。

## 解説
友人の黒田征太郎と呑んでいるときに、それまでに発表した自作の楽曲（3枚目のアルバム『岡林信康アルバム第3集 俺ら いちぬけた』発売前）を、作った順番に歌ったら面白いのではないかという話になり、酒の勢いで「よしやる!」と決めた企画。「くそくらえ節」から「私たちの望むものは」まで全32曲を歌う。当時は過去の作品と距離を置いていた時期だったので「友よ」は歌いたくなく、あとで後悔したという。そのためアルバムには収録されている「ランブリングボーイ」「モズが枯れ木で」「お父帰れや」「カム・トゥ・マイ・ベッド・サイド」などのカバー曲は歌われていない。
このコンサートの後の「第三回全日本フォークジャンボリー」を最後に引退を考えていたため、以降は音楽シーンからは姿を消し、山奥での隠遁生活に入る。
コンサートで着ていた衣装の絞り染めは、岡林の妻が手作りしたもの。
1992年の初CD化に際し、「くそくらえ節」の一部と、「ヘライデ」がカットされたが、2008年に紙ジャケット仕様で再発された際に復活した。

## 収録曲
- ※注記以外、作詞・作曲：岡林信康
- ※「くそくらえ節」〜「ヘライデ」までギター弾き語りで、以降は柳田ヒログループによるバンド演奏となっている。このバンド演奏については、柳田ヒロのピアノが自身よりも出すぎていて、歌を邪魔しているように感じたが、歌いづらいとかやりにくいとかではなかった[1]。
- ※演奏時間の最初はクレジット表記（MC抜きの純粋に演奏時間のみの時間）で、残りはトータルの時間。

### Side:1
1. くそくらえ節  –  (3:13/5:23)
  - 補作・鈴木孝雄
  -     - このコンサートに対してのMCが2分少々あり、その中で”「友よ」なんちゅう歌まで歌いますし（笑）お互い恥ずかしい（笑）”とコメントしている。
    - 「ある日お偉い宗教家〜」で始まる歌詞を忘れて、最後に行くもまた忘れるが、この辺りは1992年版ではカットされている。
2. がいこつの唄  –  (3:02/3:53)
3. 友よ  –  (2:34/3:23)
  - 歌う前にこの曲を「問題の唄」として強調。客席との間で、「ナンセンス」「異議なし!」というやり取りもある。1973年の「年越しコンサート」でも、この曲を熱望するファンから「問題の唄!」と声がかかったが、以降コンサートで歌われることは少なくなっている。
4. 山谷ブルース  –  (3:26)
5. 流れ者  –  (5:02)
6. チューリップのアップリケ  –  (3:36)

### Side:2
1. 手紙  –  (3:47/4:09)
2. ヘライデ  –  (2:19/3:08)
  - ことば：北山修、高石ともや、岡林信康他、原曲：ハバマ民謡、編曲：北山修
  -     - 皇室をおちょくった歌詞のせいもあり、1992年版ではこの曲はまるごとカットされている。
    - この曲以降、バンドメンバーが登場するためその紹介コメントも入っている。
3. 今日をこえて  –  (4:20/4:36)
4. それで自由になったのかい  –  (6:32/7:35)

### Side:3
1. 自由への長い旅  –  (3:22/3:37)
2. おまわりさんに捧げる唄  –  (5:13/5:26)
  - ここでも歌詞を間違える。
3. 性と文化の革命  –  (5:04/6:51)
  - ここでも歌詞を間違える。
4. 私たちの望むものは  –  (6:37/6:51)
5. 愛する人へ  –  (4:51)

### Side:4
1. 君を待っている  –  (4:28/4:55)
2. コペルニクス的転回のすすめ  –  (3:06/3:32)
3. 絶望的前衛  –  (2:00/4:17)
  - 演奏後に、バンドメンバーの紹介があり、ドラムの戸叶京介を体型から「ニックネームはサンダー杉山」と紹介している。
4. いくいくお花ちゃん  –  (3:47/4:03)
  - 作詞：佐藤信
5. 堕ちた鳥のバラード  –  (3:15/3:37)
  - 作詞：佐藤信
6. だからここに来た  –  (4:41)

### Side:5
1. ゆきどまりのどっちらけ（1970年12月）  –  (4:38/5:12)
2. 俺らいちぬけた  –  (3:48/4:13)
3. 仲のいい二人  –  (4:39/5:19)
  - 次の「偉いもんだよ人間は」の話をする。
4. 偉いもんだよ人間は  –  (3:03/3:12)
5. 毛のないエテ公  –  (3:05/4:25)
  - 後半、黒田征太郎が壇上に上がって話をする。
6. つばめ  –  (4:40/4:48)

### Side:6
1. 家は出たけれど  –  (4:54/5:35)
  - 本来は「ゆきどまりのどっちらけ」の前に歌うはずを飛ばしてしまった旨の話をする。
2. 人間の条件  –  (4:49/5:07)
3. 申し訳ないが気分がいい  –  (4:17/6:02)
  - この曲で一旦終わるが、アンコールで再登場と、「舞台には上がらないで」というアナウンスが流れる。
4. 今日をこえて  –  (4:12/4:52)
  - Side2.3版より少しテンポが速い。
5. 私たちの望むものは  –  (5:57/6:23)
  - Side3.4版より少しテンポが速い。

## 参加ミュージシャン
柳田ヒログループ
- 柳田ヒロ  –  ピアノ
- 戸叶京介  –  ドラム
- 高中正義  –  ベース

## レコード制作スタッフ
- コンサートポスター  –  黒田征太郎
- デザイン  –  蔭山正治
- 編集  –  加藤卓、四家秀次郎
- ミクサー  –  加藤卓
- 写真  –  川仁忍、野中憲明
- プロデューサー  –  秦政明

## 発売履歴
| 発売日         | レーベル    | 規格           | 規格品番    | 備考                                                   |
| -------------- | ----------- | -------------- | ----------- | ------------------------------------------------------ |
| 1971年11月20日 | URCレコード | LP             | URL-1019~21 |                                                        |
| 1976年         | URCレコード | LP             | UX-4001~03  |                                                        |
| 1992年12月2日  | 東芝EMI     | CD             | TOCT-6874   | 「ヘライデ」未収録。                                   |
| 2008年10月24日 | FUJI        | CD（紙ジャケ） | FJ-1008~10  | 2008年デジタルリマスター盤、「ヘライデ」収録の完全版。 |
| 2013年3月20日  | FUJI        | CD             | ONL-1008~10 | デビュー45周年記念として再発。内容は2008年版と同じ。   |

## 岡林信康オンステージ 日比谷大音楽堂”狂い咲きコンサート・ライブ”

### 解説
1972年3月にビクターレコードから規格品番：SF-1017で、URCレコード版より12曲をピックアップした形で発売。1975年11月に同じビクターレコードから規格品番：SF-10012で再発されている。

### 収録曲

#### Side:A
1. 山谷ブルース
2. 流れ者
3. チューリップのアップリケ
4. 君を待っている
5. コペルニクス的転回のすすめ
6. 絶望的前衛

#### Side:B
1. ゆきどまりのどっちらけ
2. 俺らいちぬけた
3. 仲のいい二人
4. 家は出たけれど
5. 申し訳ないが気分がいい
6. 私たちの望むものは